# دوئل (فیلم ۱۳۸۲)
دوئل فیلمی به کارگردانی و نویسندگی احمدرضا درویش و تهیه‌کنندگی تقی علیقلی‌زاده ساخته سال ۱۳۸۲ است که در ۲۰ آبان ۱۳۸۳ بر روی پرده سینما رفت. همچنین دوئل، نخستین فیلم سینمایی ایران بود که با صدای دالبی دیجیتال ضبط شد. دوئل یکی از گران‌ترین فیلم‌های مستقل در تاریخ سینمای ایران است.
این فیلم موفق به دریافت ۸ سیمرغ بلورین از بیست و دومین دوره جشنواره فیلم فجر شد.

## خلاصه داستان
داستان فیلم حول یک گاوصندوق می‌چرخد. در بحبوحه جنگ عده‌ای تلاش می‌کنند از خروج یک گاو صندوق از کشور جلوگیری کنند. نقش اول فیلم، زینال، در این بین به حسن نیت آن‌ها شک کرده و سعی می‌کند گاو صندوق را از چنگ آن‌ها در بیاورد. گاو صندوق در اروند غرق می‌شود و زینال اسیر می‌شود. داستان فیلم ۲۰ سال بعد و پس از آزادی زینال ادامه می‌یابد و در حین درگیری برای تصاحب گاوصندوق حقایقی کهنه را آشکار می‌شود.

## بازیگران
| بازیگر           | نقش        |
| ---------------- | ---------- |
| سعید راد         | اسکندر     |
| پژمان بازغی      | زینال      |
| پریوش نظریه      | سلیمه      |
| انوشیروان ارجمند | لطیف       |
| پرویز پرستویی    | یوسف       |
| هدیه تهرانی      | هانیه      |
| کامبیز دیرباز    | یحیی       |
| وحید رهبانی      | اسماعیل    |
| ابولفضل شاه‌کرم   | منصور      |
| حسین سحرخیز      | مأمور دولت |
| تورج فرامرزیان   | صفدر       |
| رحمان باقریان    | ناخدا      |
| علی مردانه       | قاسم       |
| مهدی ساکی        | اسد        |

## جوایز
| قسمت (جشنواره فیلم فجر)    | نامزد                     | نتیجه   | جایزه        |
| -------------------------- | ------------------------- | ------- | ------------ |
| بهترین فیلم                | احمدرضا درویش/فرهنگ تماشا | کاندیدا | سیمرغ بلورین |
| بهترین کارگردانی           | احمدرضا درویش             | برنده   | سیمرغ بلورین |
| بهترین بازیگر نقش اول مرد  | پژمان بازغی               | کاندیدا | سیمرغ بلورین |
| بهترین بازیگر نقش مکمل مرد | کامبیز دیرباز             | برنده   | سیمرغ بلورین |
| بهترین موسیقی متن          | مجید انتظامی              | کاندیدا | سیمرغ بلورین |
| بهترین صداگذاری            | مسعود بهنام/حمید نقیبی    | برنده   | سیمرغ بلورین |
| بهترین طراحی صحنه و لباس   | امیرحسین اثباتی           | برنده   | سیمرغ بلورین |
| بهترین فیلمبرداری          | بهرام بدخشانی             | برنده   | سیمرغ بلورین |
| بهترین چهره پردازی         | مسعود ولدبیگی             | کاندیدا | سیمرغ بلورین |
| بهترین تدوین               | مصطفی خرقه پوش            | برنده   | سیمرغ بلورین |
| بهترین جلوه‌های ویژه        | محسن روزبهانی             | برنده   | سیمرغ بلورین |

- برنده جایزه ویژه هیئت داوران بهترین کارگردانی احمدرضا درویش - جشنواره بین‌المللی فیلم پوسان ۲۰۰۴
- برنده جایزه ویژه بهترین فیلم - جشنواره بین‌المللی فیلم آسیا پاسیفیک فوکوئوکا ۲۰۰۴
- برنده جایزه ویژه بهترین کارگردانی احمدرضا درویش - جشنواره بین‌المللی فیلم مقاومت ۲۰۰۴
- برنده تندیس بهترین جلوه‌های ویژه محسن روزبهانی - جشن بزرگ سینمای ایران ۲۰۰۴
- برنده تندیس بهترین صداگذاری حمید نقیبی - جشن بزرگ سینمای ایران ۲۰۰۴
- برنده تندیس بهترین صداگذاری مسعود بهنام - جشن بزرگ سینمای ایران ۲۰۰۴
- برنده تندیس بهترین تدوین مصطفی خرقه‌پوش - جشن بزرگ سینمای ایران ۲۰۰۴
- برنده تندیس بهترین طراحی صحنه و لباس امیرحسین اثباتی - جشن بزرگ سینمای ایران ۲۰۰۴

## موسیقی
موسیقی فیلم دوئل توسط مجید انتظامی ساخته شده‌است. این آلبوم دارای ۲۰ قطعه موسیقی می‌باشد. در این آلبوم از کمانچه، نی انبان، هورن، ترومپت، ترومبون، ویلن و پیانو استفاده شده‌است.

### فهرست آهنگ
| شماره | نام            | هنرمند       | مدت  |
| ----- | -------------- | ------------ | ---- |
| ۱.    | «اسارت»        | مجید انتظامی | ۵:۴۶ |
| ۲.    | «میدان مین»    | مجید انتظامی | ۳:۰۳ |
| ۳.    | «هجوم»         | مجید انتظامی | ۱:۰۵ |
| ۴.    | «مهر»          | مجید انتظامی | ۲:۱۹ |
| ۵.    | «داغ ننگ»      | مجید انتظامی | ۱:۰۹ |
| ۶.    | «مقاومت»       | مجید انتظامی | ۱:۴۹ |
| ۷.    | «جشن روستا»    | مجید انتظامی | ۴:۰۶ |
| ۸.    | «اروند»        | مجید انتظامی | ۲:۵۹ |
| ۹.    | «نفوذ»         | مجید انتظامی | ۵:۱۲ |
| ۱۰.   | «سقوط»         | مجید انتظامی | ۲:۰۶ |
| ۱۱.   | «طوفان»        | مجید انتظامی | ۲:۱۳ |
| ۱۲.   | «نشان عشق»     | مجید انتظامی | ۱:۳۴ |
| ۱۳.   | «قرنطینه»      | مجید انتظامی | ۲:۱۱ |
| ۱۴.   | «صندوقچه»      | مجید انتظامی | ۲:۱۵ |
| ۱۵.   | «پیشروی»       | مجید انتظامی | ۲:۳۶ |
| ۱۶.   | «باور»         | مجید انتظامی | ۳:۳۹ |
| ۱۷.   | «زینال»        | مجید انتظامی | ۳:۳۴ |
| ۱۸.   | «دفاع»         | مجید انتظامی | ۲:۵۹ |
| ۱۹.   | «دیدار»        | مجید انتظامی | ۱:۲۶ |
| ۲۰.   | «یادگار هانیه» | مجید انتظامی | ۲:۵۴ |

## نمایش عمومی
اولین نمایش عمومی جهانی دوئل ۲۲ مارس ۲۰۰۴ چهارشنبه شب در لندن در سالن سینمایی سینه ورد بود.